# Lamare Bogarde
Lamare Bogarde, né le 5 janvier 2004 à Rotterdam (Pays-Bas), est un footballeur néerlandais qui évolue au poste de milieu de terrain à Aston Villa.

## Biographie

### En club
Né à Rotterdam aux Pays-Bas, Lamare Bogarde est formé par l'un des clubs de sa vaille natale, le Feyenoord Rotterdam, avant de rejoindre en 2020 Aston Villa pour y poursuivre sa formation.
Le 31 janvier 2023, Lamare Bogarde rejoint Bristol Rovers sous la forme d'un prêt jusqu'à la fin de la saison.
Le 18 juillet 2023, Bogarde est de nouveau cédé en prêt à Bristol Rovers mais il est rappelé par Aston Villa en janvier 2024.
Le 20 août 2024, Il signe un nouveau contrat avec Aston Villa, et il est intégré à l'équipe première pour la saison à venir.
Le 17 septembre 2024, il joue son premier match en Ligue des Champions en étant titularisé face au BSC Young Boys. Son équipe s'impose par trois buts à zéro ce jour-là,.

### En sélection
Lamare Bogarde représente les Pays-Bas en sélection, commençant à jouer pour les moins de 15 ans. Il fait un total de cinq apparitions avec cette sélection, tous en 2019.

## Vie privée
Lamare Bogarde est issu d'une famille de footballeurs. Il est le neveu de Winston Bogarde et le frère de Melayro Bogarde. Il a également un lien avec Danilho Doekhi, qui est son cousin.

## Statistiques
| Saison                | Club                  | Championnat           | Championnat | Championnat | Coupe nationale | Coupe nationale | Coupe de la Ligue | Coupe de la Ligue | Compétition(s) continentale(s) | Compétition(s) continentale(s) | Compétition(s) continentale(s) | Total | Total |
| Saison                | Club                  | Division              | M.          | B.          | M.              | B.              | M.                | B.                | Comp.                          | M.                             | B.                             | M.    | B.    |
| 2020-2021             | Aston Villa           | Premier League        | -           | -           | 1               | 0               | -                 | -                 | -                              | -                              | -                              | 1     | 0     |
| 2024-2025             | Aston Villa           | Premier League        | 8           | 0           | 2               | 0               | 2                 | 0                 | C1                             | 4                              | 0                              | 16    | 0     |
| Sous-total            | Sous-total            | Sous-total            | 8           | 0           | 3               | 0               | 2                 | 0                 | -                              | 4                              | 0                              | 17    | 0     |
| 2022-2023             | Bristol Rovers (prêt) | League One            | 18          | 0           | -               | -               | -                 | -                 | -                              | -                              | -                              | 18    | 0     |
| 2023-2024             | Bristol Rovers (prêt) | League One            | 14          | 0           | 4               | 0               | -                 | -                 | -                              | -                              | -                              | 18    | 0     |
| Sous-total            | Sous-total            | Sous-total            | 32          | 0           | 4               | 0               | -                 | -                 | -                              | -                              | -                              | 36    | 0     |
| Total sur la carrière | Total sur la carrière | Total sur la carrière | 40          | -           | 7               | 0               | 2                 | 0                 | -                              | 4                              | 0                              | 53    | 0     |